# Aldbrough (Yorkshire de l'Est)
 (septembre 2023).
Aldbrough est une paroisse civile et un village du Yorkshire de l'Est, en Angleterre.